# Rząsawa (przystanek kolejowy)
Rząsawa – przystanek kolejowy w Kościelcu na trasie Częstochowa Wyczerpy (posterunek odgałęźny) - Chorzew Siemkowice. Stacja posiada 1 krawędź peronową do obsługi ruchu pasażerskiego, na wysokości stacji odgałęzienie torowe do lądowiska Rudniki.
Obsługę przewozów pasażerskich na stacji Rząsawa zakończono w dniu 8 grudnia 2012 r. z powodu likwidacji jedynego połączenia kolejowego tj. Częstochowa Osobowa - Zduńska Wola - Częstochowa Osobowa. Nagranie ostatniego składu.
Od 15 grudnia 2024 przywrócono obsługę pasażerską stacji Rząsawa, Polregio obsługują pociągi relacji Częstochowa - Chorzew Siemkowice, a ŁKA Częstochowa - Zduńska Wola Karsznice - Łódź Fabryczna.